# Aeronáutica Cobeligerante Italiana
La Aeronáutica Cobeligerante Italiana (en italiano: Aeronautica Cobelligerante Italiana), o Aeronáutica del Sur (Aeronautica del Sud), fue la fuerza aérea del gobierno realista de Badoglio. La ACI fue formada en el sur de Italia, en octubre de 1943 tras el armisticio italiano de septiembre del mismo año. Los pilotos del ACI volaron para los Aliados
Una pequeña parte de la Real Fuerza Aérea Italiana (Regia Aeronautica) permanecía bajo control alemán. Esta fue conocida como la Fuerza Aérea Nacional Republicana (Aeronautica Nazionale Repubblicana), o ANR, formando parte las fuerzas del estado fundado al norte de Italia por Benito Mussolini, La República Social Italiana (Repubblica Sociale Italiana). Los pilotos de la ANR volaban para el Eje.
Para el final de 1943, 281 aviones de combate italianos habían aterrizado en aeródromos aliados, pero la mayoría no estaban en condiciones de ser utilizados en combate. Las tripulaciones de estos fueron reequipadas con aeronaves aliadas y se encargaron de misiones de transporte, escolta, reconocimiento, rescate marino, y limitadas misiones de apoyo a tierra táctico, volando 11.000 misiones desde 1943 a 1945.
La ACI nunca operó sobre territorio italiano, sus objetivos siempre estaban en los Balcanes (Yugoslavia y Albania). Esto era para evitar cualquier posible encuentro entre pilotos italianos de bandos opuestos.
Durante su historia no fue reportado ningún encuentro entre pilotos de la ACI y la ANR.
La Aviación Cobeligerante Italiana formó la base en la que durante la postguerra se formó la Fuerza Aérea de la República Italiana (Aeronautica Militare Italiana).

## Unidades
- 2°Gruppo, 3°Stormo Trasporto, Aeronautica Cobelligerante del Sud, Lecce-Galatina, Southern Italy, November 1944
- 10°Gruppo, 4°Stormo, Aeronautica Cobelligerante del Sud, Lecce-Galatina (Airacobras)
- 20°Gruppo, 51°Stormo, Aeronautica Cobelligerante del Sud, Leverano (Spitfires)
- 28°Gruppo, Stormo Baltimore, Southern Italy (Martin Baltimores)

## Miembros Notables
- Carlo Emanuele Buscaglia
- Alberto Veronese
- Teresio Martinoli
- Rodolfo Daniel Martínez Didolich

## Aeronaves
- Ambrosini SAI.2S
- AVIA FL.3
- Breda Ba.25
- Breda Ba.39
- Bell P-39Q Airacobra
- Bell P-39N Airacobra
- CANT Z.501 Gabbiano
- CANT Z.506B Airone
- CANT Z.1007bis Alcione
- CANT Z.1018 Leone
- Caproni Ca.133
- Caproni Ca.164
- Caproni-Bergamaschi Ca.310 Libeccio
- Fiat BR.20M Cicogna
- Fiat CR.32bis
- Fiat CR.42 AS Falco
- Fiat G.8
- Fiat G.12T
- Fiat G.50bis Freccia
- Fiat RS.14B
- Martin A-30 Baltimore III
- Macchi MC.200 Saetta
- Macchi MC.202 Folgore
- Macchi MC.205V Veltro
- Nardi FN.305Italian
- Reggiane Re.2001 Serie III Falco II
- Reggiane Re.2002 Ariete
- SAIMAN 200
- SAIMAN 202
- Savoia-Marchetti SM.75 Marsupiale
- Savoia-Marchetti SM.79 Sparviero
- Savoia-Marchetti SM.81 Pipistrello
- Savoia-Marchetti SM.82 Marsupiale
- Savoia-Marchetti SM.84
- Spitfire LF.Mk.VB